# NGC 4459
NGC 4459 ist eine aktive linsenförmige Galaxie mit ausgedehnten Sternentstehungsgebieten vom Hubble-Typ S0/a im Sternbild Haar der Berenike am Nordsternhimmel. Sie ist schätzungsweise 51 Millionen Lichtjahre von der Milchstraße entfernt und hat einen Durchmesser von etwa 55.000 Lichtjahren. In ihrem Zentrum wird ein Schwarzes Loch mit geschätzten 70 Millionen Sonnenmassen vermutet. 
Unter der Katalogbezeichnung VCC 1154 wird sie als Mitglied des Virgo-Galaxienhaufens aufgeführt und bildet von der Erde aus gesehen zusammen mit NGC 4468 und NGC 4474 ein Trio, das in der Verlängerung der ursprünglichen Markarjanschen Kette liegt und das Ende dieser Verlängerung einnimmt.

Im selben Himmelsareal befinden sich u. a. die Galaxien NGC 4446, NGC 4447, NGC 4468, NGC 4474.
Obwohl es sich um eine vergleichsweise helle Galaxie handelt, fand sie keine Aufnahme in den Messier-Katalog. Das Objekt wurde am 14. Januar 1787 von Wilhelm Herschel entdeckt.